# Nyabiriba (periodiskt vattendrag)
Nyabiriba är ett periodiskt vattendrag i Burundi.   Det ligger i provinsen Bururi, i den sydvästra delen av landet, 50 km söder om huvudstaden Bujumbura.
Omgivningarna runt Nyabiriba är en mosaik av jordbruksmark och naturlig växtlighet. Runt Nyabiriba är det ganska tätbefolkat, med 239 invånare per kvadratkilometer.